# Alcis siniterata
Alcis siniterata là một loài bướm đêm trong họ Geometridae.